# Yayi Cristal
María del Carmen Gastaldi más conocida por su nombre artístico, Yayi Cristal (Hughes, Santa Fe, Argentina; 16 de junio de 1945) fue una actriz de cine, teatro y televisión argentina.

## Carrera
Estudió la primaria en la escuela Número 163 en Hughes, provincia de Santa Fe. Luego se instala en Buenos Aires donde estudia en el Colegio Normal de Mar del Plata.
En televisión actuó en telenovelas como 'El amor tiene cara de mujer, Malevo, Casada por poder, Como la hiedra, Mi dulce enamorada,Vendedoras de Lafayette, Libertad condicionada, y en el recordado ciclo Alta comedia.
En cine se destacó en roles secundarios en películas como Bicho raro (1965) protagonizada por Luis Sandrini; Maternidad sin hombres (1968) con Ernesto Bianco y Perla Santalla; El derecho a la felicidad (1968) con Ubaldo Martínez, María Luisa Robledo y Enzo Viena; Pimienta y Pimentón (1970) estelarizado por Luis Sandrini y José Marrone; Mi amigo Luis (1972) nuevamente con Sandrini; y Carmiña (Su historia de amor) (1975) con María de los Ángeles Medrano y Arturo Puig. Para la pantalla grande fue la actriz "fetiche" del director Carlos Rinaldi aunque en su última película fue dirigida por Julio Saraceni.
En teatro intervino en algunas obras como ¿Será virgen mi marido? en el Teatro Opera, Cuando una viuda...se desnuda, y La guitarra del diablo en el Teatro Nacional Cervantes.
A comienzos de la década de 1990 se retiró definitivamente de la actuación.

## Filmografía
- 1975: Carmiña (Su historia de amor)
- 1972: Mi amigo Luis
- 1970: Pimienta y Pimentón
- 1968: El derecho a la felicidad
- 1968: Maternidad sin hombres
- 1967: ¡Al diablo con este cura!
- 1965: Bicho raro

## Televisión
- 1992: Princesa
- 1990: Corín Tellado: Mis mejores historias de amor
- 1988: Vendedoras de Lafayette como Fernanda.
- 1987: Como la hiedra
- 1985: Libertad condicionada como Roxana.
- 1984: Nazareno Reyes
- 1975: Alta comedia
- 1974: Casada por poder
- 1973: Mi dulce enamorada
- 1972: Carmiña como Teresa.
- 1972: Malevo como Zulema.
- 1970: El amor tiene cara de mujer
- 1968: Su comedia favorita.

## Teatro
- 1974: ¿Será virgen mi marido?, estrenado en el Cine Teatro Opera, con Guido Gorgatti, Estela Vidal, Agó Franzetti, Tino Pascali y Gino Renni.
- 1971: Cuando una viuda...se desnuda con Enrique Bellucio, Aldo Kaiser y Pepita Muñoz.[4]
- 1971: Luna de miel entre veinte.
- 1967: La guitarra del diablo, con dirección de Mario Soffici, con Guillermo Araujo, José Mario Bettanin, Julio Cesar Lopez, José Comella, Margarita Corona, Juan Cruz Guillen, Julio Curutchet, Héctor Davis, J.César de la Fuente, Esteban Deambrosio, Reinaldo Di Muro, Sebastián Dorben, Enrique Dumas, Susana Fernández, Robustiano Figueroa Reyes, Claudia Fontán, Miguel Jordán, Celia Geraldy, Julio Gini, Haydee Gomez, Merou Ibarguren, Mario Labardén, Tito Li Causi, Bea Ly, Esther Mancini, Soledad Marcó, Claudio Martino, Juan Pedro Mattas, Rubens Mulieri, Juan José Paladino, Jorge Perez Fernandez, Claudio Rodríguez Leiva, Pascual Naccarati, Manolo Parada, Eduardo Regas, Jorge Rivero, José Ruzo, Silvia Scaduto, Jorge Villalba y Juan Villarreal.[5]